# تدی کروز
تدی کروز (انگلیسی: Teddy Cruz؛ زادهٔ ۱۹۶۲ (۶۲–۶۳ سال)) معمار، و هنرمند اهل گواتمالا است.